# 白柱万代兰
白柱万代兰（学名：Vanda brunnea）为兰科万代兰属下的一个种。

## 扩展阅读
- 维基共享资源上的相關多媒體資源：白柱万代兰
- 維基物種上的相關：白柱万代兰